# Matamos a Yamamoto
Matamos a Yamamoto es el vigésimo capítulo de la tercera temporada de la serie dramática El Ala Oeste.

## Argumento
El Ministro de Defensa de Qumar va a visitar los Estados Unidos. Ante esto, el equipo de la Casa Blanca se plantea detenerle por su relación con grupos terroristas. Pero su inmunidad diplomática, y la obtención de una confesión fundamental bajo tortura, impedirían este hecho. Ante esto, tras una reunión del Consejo de Seguridad, Leo y el Jefe del Estado Mayor, el Almirante Percy Fitzwallace dediden hablar sinceramente. Es cuando el segundo aporta una solución contundente: en tiempos de guerra no son válidas las leyes internacionales. Hay que eliminar al Ministro. Terminando el episodio, Leo se reúne con el Presidente, quien horrorizado ante la idea, apela al sentido moral. Pero tras escuchar las razones, dará su autorización al crimen de estado.
Donna es enviada a Dakota del Norte para hacer una declaración institucional sobre las pretensiones de este territorio para cambiar su denominación. Al parecer, “Norte” es visto como un freno para su desarrollo, en especial en el sector turístico. Tras el debate, se quedará a solas con uno de los Jueces principales del Estado, quien le dará un consejo para Sam: Deje de remover el estiércol. Y es que el asistente del Director de Comunicaciones de la Casa Blanca sigue muy enfadado por haber sido manipulado días atrás por uno de los colaboradores del candidato republicano, Robert Ritchie.
Por su parte, Charlie comienza a buscar a alguien que sustituya a la fallecida señora Landingham. Hace ya un año de su muerte, y el mismo Presidente va al Cementerio Nacional de Arlington a visitar su tumba. Mientras  C.J. comienza a flirtear con el agente especial Simon Donovan. Este le recomienda el gimnasio del FBI para que haga ejercicio, aprovechando también para intentar enseñarle a manejar un arma, sin mucho éxito.
Por último, Josh tiene un enfrentamiento con su novia, la Directora del Feminismo en Washington, Amy Gardner a cuenta de un proposición de ley que será debatida en breve. A cambio de varios votos republicanos para sacar adelante un proyecto presidencial, Josh pretende aprobar una partida en los presupuestos para incentivar los matrimonios, sobre todo para las madres solteras, algo a lo que se opone Amy. Tras ver como las cosas se complican, y el mismo Presidente se enfada con él, Josh dejará en suspenso su relación con ella.

## Curiosidades
- Durante el episodio suenan, en las escenas principales, las canciones "Caravan" y "Moondance" de Van Morrison[1]
- El nombre del capítulo se refiere a un suceso de la Segunda Guerra Mundial, cuando Isoroku Yamamoto, comandante de las Fuerzas Navales de Japón, fue eliminado por los Estados Unidos.

## Premios
- Nominado, al Mejor actor de reparto a John Spencer (Premios Emmy)[2]

## Enlaces
- Ficha en FormulaTv
- Enlace al Imdb
- Guía del Episodio (en inglés)
- Artículo Wikipedia sobre Yamamoto